# Prayer for My Enemy
Prayer For My Enemy è un dramma di Craig Lucas.

## Trama
Billy sta per partire per l'Iraq per guadagnarsi il rispetto e la considerazione del padre quando incontra Tad, il suo vecchio amico d'infanzia con cui aveva avuto rapporti omoerotici. Tad, divorziato, rientra nella vita di Billy e, mentre lui è in guerra, sposa la sorella Marianne. Ferito in Iraq, Billy torna a casa e non riceve l'accoglienza che si aspettava.
Dolores ha lasciato New York (dove l'attende il fidanzato) per prendersi cura della madre morente, ma il tempo trascorso lontano dalla Grande Mela la spinge a riconsiderare le sue esigenze e soprattutto il rapporto con il suo compagno.

## Cast e produzioni principali[1]
| Personaggi     | Seattle, 2007        | New Haven, 2007      | New York, 2008 |
| -------------- | -------------------- | -------------------- | -------------- |
| Billy Noone    | Daniel Zaitchik      | Daniel Zaitchik      | Jonathan Groff |
| Austin         | John Procaccino      | John Procaccino      | Skipp Sudduth  |
| Karen          | Cynthia Lauren Tewes | Cynthia Lauren Tewes | Michele Pawk   |
| Marianne       | Chelsey Rives        | Katie Rose Clarke    | Cassie Beck    |
| Tad Voelkl     | James McMenamin      | James McMenamin      | Zachary Booth  |
| Dolores Endler | Kimberly King        | Julie Boyd           | Victoria Clark |
| Tony           | Conor Gormally       | -                    | -              |